# Caecilius de Calé Acté
Caecilius de Calé Acté (en grec ancien Καικίλιος Καλακτῖνος / Kaikilios Kalaktinos ; avec l'ethnique de Καλὴ Ἀκτή / Kalè Akté, cité localisée près de Caronia) ou Caecilius Calactensis, est un orateur et critique littéraire sicilien de l'époque d'Auguste (fin Ier siècle av. J.-C. - début du Ier siècle). Son nom de naissance semble être Archagathus. Il aurait pris le nom de son maitre, membre de la famille des Metelli.

## Biographie
Il est juif d'origine sicilienne, contemporain de Hermagoras, peut-être ami de Denys d'Halicarnasse, il exerça durant les règnes de Jules César et d'Auguste, célèbre pour un traité fameux sur les figures, assez renommé, rattaché à l'histoire du Canon des dix orateurs attiques sur le sublime. Il est d'origine grecque et probablement d'origine servile, étant donné que les professeurs de rhétoriques sont issus de l'esclavage et qu'on profite du grand échange intellectuel entre Rome et la Grèce à la fin de la république.

### Œuvre
Son œuvre fut vaste mais elle est perdue. Nous n'en n'avons plus que des fragments, des citations postérieures, elle est indirecte est souvent biaisée, on tombe souvent dans l'exégèse.
Parmi ses très nombreux ouvrages disparus, on compte Sur le caractère stylistique des dix orateurs en hommage au style des Grands Anciens, dans lequel il dresse la liste canonique des orateurs attiques : Lycurgue, Andocide, Isée, Hypéride, Dinarque, Antiphon, Lysias, Démosthène, Eschine, Isocrate. Cette liste sera reprise, plus tard, dans la Vie des dix orateurs du pseudo-Plutarque, ce même traité ayant servi à plusieurs notices de la Bibliothèque de Photios.
On connaît les titres des écrits disparus
- Art Rhétorique, ouvrage pratique pour la composition des discours et l'argumentation en étudiant douze figures[9].
- Contre les Phrygiens
- Démonstration que chaque mot d'un langage élégant a été dit
- Comparaison de Démosthène et de Cicéron
- En quoi les styles attique et asiatique sont différents
- Comparaison de Démosthène et d'Eschine
- Sur Demosthène
- Sur les choses dites avec consistance et inconsistance
- Sur les guerres serviles (connu par la mention d’Athénée, Le banquet des philosophes, VI, 21)
- Il est souvent rattaché au traité Sur le Sublime du Pseudo-Longin, les témoignages sont imprécis[10].

### Fragments
- Caecilius de Calè Actè (trad. Frédérique Woerther), Fragments et témoignages, Les Belles Lettres, 2015 (ISBN 978-2-251-00602-4) (compte rendu).
- Cecilio di Calatte, Frammenti di critica letteraria, retorica e storiografia, éd. par Irene Augello, Rome, 2006  (ISBN 978-88-548-0752-5).
- Fragmente der griechischen Historiker. Zeitgeschichte, 2 B, éd. par Felix Jacoby, Berlin, 1927, n° 183 (t. I) ; repr. 1997  (ISBN 90-04-08180-1).
- Caecilius Calactinus, Caecilii Calactini fragmentorum editionis prooemium, éd. par Ernest Ofenloch, Leipzig, 1907 (en ligne) ; repr. 1967.
- Cæcilius Calactinus, dans Fragmenta historicorum graecorum, 3, éd. grecque et trad. latine par Karl Müller, Paris, 1849, p. 330-332 (Scriptorum graecorum bibliotheca, 40) (en ligne) ; repr. Frankfurt am Main, 1975.

### Sources anciennes et byzantines
- Souda, s. v. Κεκίλιος (Caecilius), n° kappa, 1165 (en ligne).

### Études
- Neil O’Sullivan, Caecilius, the “Canons” of Writers, and the Origins of Atticism, dans Roman Eloquence : Rhetoric in Society and Literature, sous la dir. de William J. Dominik, Londres, 1997, p. 32-49  (ISBN 0-415-12544-8) (en ligne partiellement).
- Françoise Desbordes, La rhétorique antique. L'art de persuader, Paris, 1996, part. p. 247  (ISBN 978-2010187216).
- Ian Worthington, The Canon of the Ten Attic Orators, dans Persuasion : Greek rhetoric in action,  Londres et New York, 1994, p. 244-263  (ISBN 0-415-08139-4) (en ligne partiellement).
- William Rhys Roberts, Caecilius of Calacte, dans American Journal of Philology, 18(3), 1897, p. 302–312 (en ligne payant).
- Julius Brzoska, Caecilius [2], dans Realencyclopädie der classischen Altertumswissenschaft, Band III,1 [Halbband 5], 1897, col. 1174-1188 (en ligne).
- Filippo Caccialanza, Cecilio di Calatte e l'Ellenismo a Roma nel secolo di Augusto, dans Rivista di Filologia e di Istruzione Classica, 18, 1890, p. 1-73 (en ligne).
- Leonhard Schmitz, « Caecilius Calactinus or Caecilius Calantianus », dans A Dictionary of Greek and Roman Antiquities, dir. de William Smith, Londres, 1870, p. 528 (en ligne dans l'éd. de 1890).
- Theophilu Burckhardt-Biedermann, Caecili rhetoris fragmenta collegit, disposuit, commentatus [Dissertatio : Basel : 1863], Basel, Balmer et Riehm impresserunt, 1863 (en ligne).